# Ruthie Tompson
Ruthie Tompson (nacida como Ruth Irene Tompson; Portland, Maine; 22 de julio de 1910-Los Ángeles, California; 10 de octubre de 2021) fue una animadora estadounidense conocida fundamentalmente por su trabajo en películas animadas producidas por The Walt Disney Company.

## Biografía
Nació el 22 de julio de 1910 en Portland, Maine, y se crio en Boston, Massachusetts. Luego se mudó con su familia a Oakland, California, en noviembre de 1918, cuando tenía ocho años. En 1924, sus padres se divorciaron y su madre, Arlene, se volvió a casar con el artista John Roberts. La familia se mudó a Los Ángeles, a una casa ubicada en el mismo bloque que la casa de Robert Disney, el tío de Walt Disney. Aquí es donde vivían Roy y Walt Disney cuando llegaron por primera vez a Los Ángeles.
Según explicó en una entrevista, Tompson conoció a los Disney cuando visitó al nuevo bebé de su vecino Robert. La ubicación de  la empresa The Walt Disney Company, entonces conocida como Disney Brothers Cartoon Studio, no estaba muy lejos de su casa: le quedaba de paso hacia de la escuela primaria. La invitaron a la oficina después de estar muchas veces fuera y verlos trabajar a través de una ventana. Ella visitó la oficina a menudo y terminó apareciendo en las Comedias de Alicia.
A la edad de dieciocho años, Tompson comenzó a trabajar en la Academia de Equitación de Dubrock, donde Roy y Walt Disney a menudo jugaban polo. Walt Disney recordó a Tompson cuando era joven y le ofreció un trabajo como entintadora. Después de entrenar como entintador, Tompson fue transferida al Departamento de Pintura, donde ayudó con Blancanieves y los siete enanitos. Después de trabajar en varias películas más de Disney, Tompson fue promovida a la posición de Final Checker (revisadora final), donde revisaba las celdas de animación antes de que fueran fotografiadas para la película. Tompson continuó trabajando para Disney y fue promovida a Animation Checker durante la Segunda Guerra Mundial, donde trabajó en películas de entrenamiento y educació, para las Fuerzas Armadas de Estados Unidos, protagonizadas por personajes de Disney como Mickey, Donald y Goofy. Para 1948, Tompson estaba trabajando en el Departamento de Cámara, desarrollando movimientos de cámara y mecanismos para disparar animaciones. Se convirtió en una de las tres primeras mujeres admitidas en la Unión Internacional de Fotógrafos, Local 659 del IATSE. Tompson continuó ascendiendo dentro del estudio, y eventualmente se convirtió en la supervisora del Departamento de Planificación de Pantalla.
Tompson se retiró en 1975, después de trabajar para The Walt Disney Company durante casi cuarenta años. Durante su retiro, trabajó para un canal de televisión interno en la Casa de Campo del Fondo Cinematográfico y de Televisión (MPTF), lugar donde vivió. Tompson fue el miembro más antiguo de Women in Animation. En 2000, Tompson fue honrada por el programa Disney Legends y recibió el Premio Disney Legends por su trabajo en los Estudios Walt Disney. En 2017, la Academia de las Artes y las Ciencias Cinematográficas honró a Tompson por sus contribuciones a la industria de la animación.
Tompson falleció en Los Ángeles el 10 de octubre de 2021, a los 111 años.